# دسميد لامتوازي
دسميد لامتوازي (الاسم العلمي: Desmidium asymmetricum) هو نوع من الطحالب الخضراء يتبع جنس الدسميد من فصيلة الدسميدية.